# Æthelberht af Wessex
Æthelberht (oldengelsk: Æþelberht) (født 836, død efteråret 865) var konge af Wessex i perioden 860 til 865. Han var den tredje søn af Kong Æthelwulf af Wessex og hans første kone, Osburga. I 855 overtog han magten i Kent, mens hans far, Æthelwulf, Besøgte Rom. Efter sin fars død i 858, overtog han formelt Kent og de andre østlige dele af riget med titel af konge. Hans ældre bror Æthelbald døde barnløs i 860, og Æthelberth arvende i den forbindelse tronen i Wessex.